# بورتر موسر
بورتر موسر (بالإنجليزية: Porter Moser)‏ هو مدرب كرة سلة أمريكي، ولد في 24 أغسطس 1968 في نابرفيل في الولايات المتحدة.

## روابط خارجية
- بورتر موسر على موقع كلية كرة السلة في سبورتس رفرنس.كوم (الإنجليزية)
- بورتر موسر على موقع كلية كرة السلة في سبورتس رفرنس.كوم (الإنجليزية)